# Клочко, Нестор Иосифович
Клочко Нестор Иосифович (1884, Змиёвский район — 16 октября 1938, неизвестно) — российский и советский железнодорожник. Участник Гражданской войны и борьбы за власть Советов на Криворожье. Директор Крюковского вагоностроительного завода (1930—1939).

## Биография
Родился в 1884 году на территории нынешнего Змиёвского района Харьковской области в крестьянской семье.
Получил среднее образование. В 1898—1904 годах — слесарь Харьковского паровозостроительного завода.
В 1904—1912 годах — машинист паровоза депо станции Долгинцево. Активный участник революционных событий 1905 года, член стачечного комитета, один из руководителей боевых дружин, находился в подполье. В 1912—1917 годах — в ссылке.
Член РСДРП(б) с 1917 года. С марта 1917 года — председатель Долгинцевской организации РСДРП(б), с августа — председатель Долгинцевского узлового исполкома профсоюза железнодорожников, с декабря — председатель железнодорожного ревкома. Руководил строительством бронепоезда, формировал отряды Красной гвардии. Участник Криворожского вооружённого восстания в январе 1918 года. 
Участник Гражданской войны с марта 1918 года в составе 405-го стрелкового полка 52-й стрелковой дивизии.
С 1919 года — председатель Долгинцевского революционного комитета и революционного трибунала.
В 1921 году окончил Московские высшие технические курсы. В 1921—1924 годах — начальник службы станции Долгинцево.
В 1924—1930 годах — помощник начальника ремонтного завода в Днепропетровске.
В 1930—1939 годах — директор Крюковского вагоностроительного завода.
23 сентября 1937 года арестован. 16 октября 1938 года осуждён военной коллегией Верховного суда СССР по статьям 54-7, 54-8, 54-11 УК УССР к расстрелу с конфискацией имущества. Приговор исполнен 16 октября 1938 года. Реабилитирован Верховным судом СССР 26 января 1957 года.
По другим данным погиб в июле 1939 года в Полтавской области.

## Награды
- Знак «Герою Революционного движения 1917—1918 гг.»[2];
- Почётная грамота реввоенсовета Южного фронта[2].

## Память
- История Нестора Клочко в должности директора Крюковского вагоностроительного завода описана в повести «Обжалованию не подлежит»[4].